# Grażyna Świderska-Kołacz
Grażyna Świderska-Kołacz (ur. 18 kwietnia 1961) – polska biolożka, specjalistka w zakresie fizjologii zwierząt i zoologii, doktor habilitowany nauk biologicznych.

## Życiorys
W 1983 ukończyła studia w Wyższej Szkole Pedagogicznej im. Jana Kochanowskiego w Kielcach. Doktoryzowała się w 1994 w Wyższej Szkole Pedagogicznej im. Komisji Edukacji Narodowej w Krakowie na podstawie rozprawy pt. Poziom grup tiolowych u zwierząt laboratoryjnych i gospodarskich w zależności od wieku, rasy i pokrewieństwa, której promotorem był prof. Adam Kołątaj. Stopień naukowy doktora habilitowanego uzyskała w 2014 na Uniwersytecie Pedagogicznym im. KEN w Krakowie na podstawie rozprawy zatytułowanej Przemiany glutationu w organach myszy modulowane stresem metabolicznym i poziomem białka w diecie.
Zawodowo związana z Wyższą Szkołą Pedagogiczną w Kielcach, przekształcaną kolejno w Akademię Świętokrzyską i Uniwersytet Jana Kochanowskiego. W 2016 na uczelni tej objęła stanowisko profesora nadzwyczajnego. W 2014 została wybrana dyrektorem Instytutu Biologii na Wydziale Matematyczno-Przyrodniczym.
Specjalizuje się w fizjologii zwierząt, zoologii, biochemii, genetyce i żywieniu. Opublikowała ok. 50 prac. Została członkiem Polskiego Towarzystwa Fizjologicznego (1998), Polskiego Towarzystwa Neuroendokrynologii (2004) i International Neuroendocrine Federation (2004).
W 2011 odznaczona Medalem Srebrnym za Długoletnią Służbę.